# Кернякевич Роман Онуфрієвич
Рома́н Ону́фрійович Керняке́вич (*25 лютого 1909, Микитинці, Станиславівський повіт, Королівство Галичини та Володимирії⁣, Австро-Угорщина — †1945, невідомо) — український футболіст та спортивний діяч міжвоєнної доби в Галичині.

## Життєпис та спортивна кар'єра
Народився 1909 р. в околицях Станиславова у родині Онуфрія та Марцелі Кернякевичів. Під час свого навчання в Станиславівській українській гімназії захопився футболом. У другій половині 20-х потрапив у поле зору функціонерів найвідомішого місцевого спортивного товариства міжвоєнної пори «Ревера». В його лавах переважно змагався за резервну команду футбольного клубу. Водночас 1927 р. Р. Кернякевич спільно з невеликим колом однодумців виявився причетним до організації при станиславівській «Просвіті» на Гірці дружини копаного м'яча «Сокіл». Але через брак фінансово-організаційної підтримки цей колектив доволі швидко припинив своє існування.
Надалі свою спортивну кар'єру Р. Кернякевич пов'язав з УСТ «Пролом», утвореним наприкінці 1929-го українцями Станиславова. Офіційний дебют у складі нового клубу відбувся 4 травня 1930 р. в поєдинку турніру кл. «Б» Станиславівського підокругу Львівського футбольного союзу.
Переважну більшість своєї футбольної кар'єри провів на позиції форварда, хоча часом у разі потреби виступав і в центрі півзахисту. Починаючи з 1934 р., кілька сезонів зберігав за собою почесний пост капітана «Пролому». Був рекордсменом за кількістю сезонів, проведених у складі команди, та чи не єдиним футболістом, який захищав її емблему і кольори на полі протягом всього періоду існування клубу.
Окрім футболу, захоплювався також іншими видами спорту, був активним членом шахової секції «Пролому» та одним з найкращих її шахістів. Високий авторитет Р. Кернякевича серед одноклубників і багаторічна відданість рідному товариству були сповна оцінені всією проломівською спільнотою. Двічі на загальних зборах УСТ «Пролом» (1938—1939 рр.) чинного спортсмена обирали до складу правління на посаду заступника Виділу.
Поза спортом Р. Кернякевич багато літ працював у сфері споживчої кооперації краю, зокрема в повітовому відділі Маслосоюзу.
Після радянської анексії західноукраїнських земель у 1939 р. спортивне товариство «Пролом» припинило своє існування. З цією подією добігла до свого кінця й активна футбольна кар'єра Р. Кернякевича. У період Другої світової війни тривалий час перебував у Станиславові, допоки восени 1944 р. не був мобілізований до лав Радянської армії. Згодом опинився на фронті. В квітні 1945 р. востаннє надіслав звідти звістку рідним, після чого зв'язок із ним обірвався. Згодом прізвище Р. Кернякевича було офіційно внесено до списку осіб безвісти зниклих у ході війни.